# Caripito

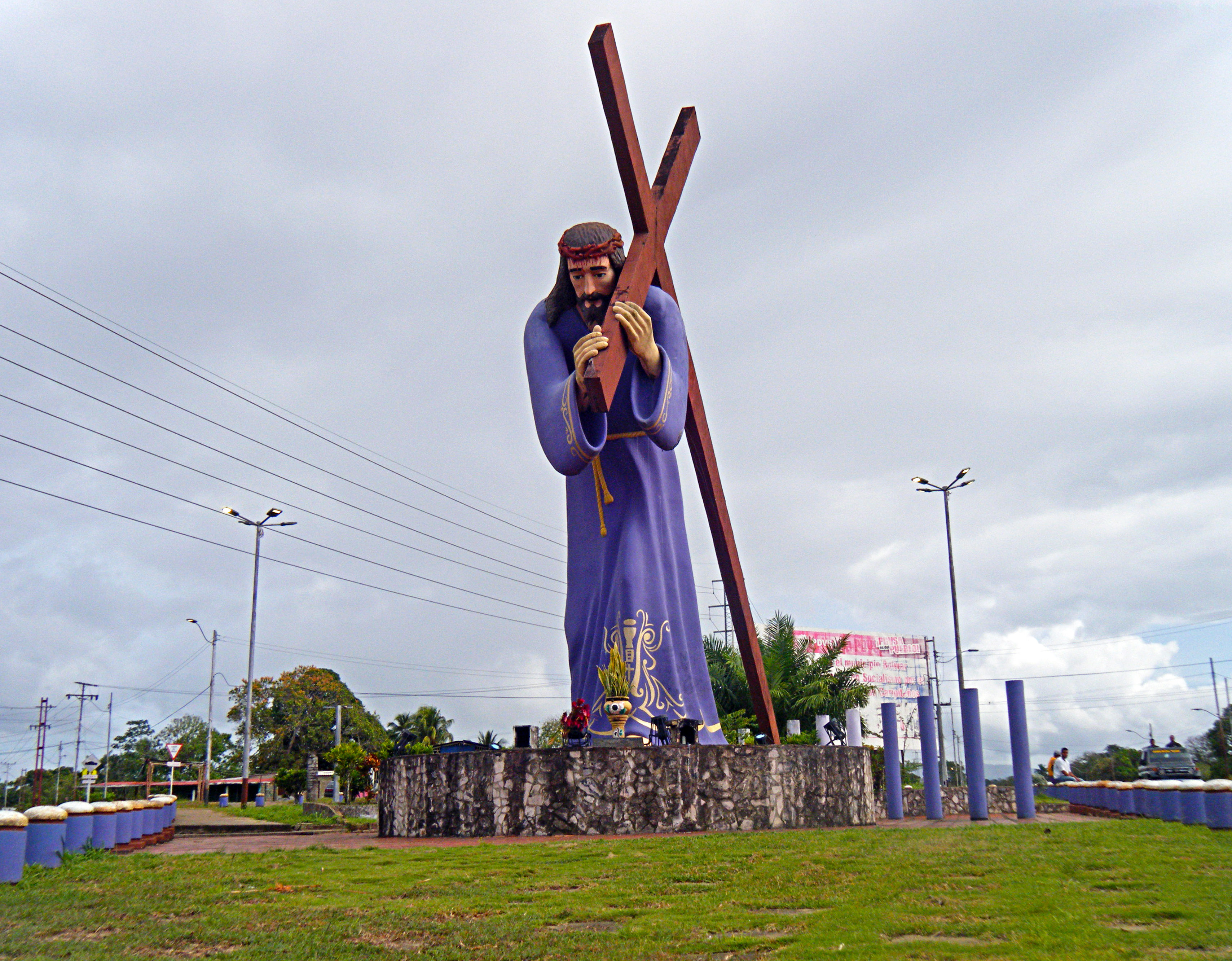
Monumento al Nazareno

Caripito è un centro abitato del Venezuela, capoluogo del comune di Bolívar.
Conta 34.777 abitanti, secondo il censimento del 2011.
Alla cittadina è stato dedicato l'asteroide denominato 78816 Caripito.